# Woodbine Parish
Pour les articles homonymes, voir Parish.
Woodbine Parish, né le 14 septembre 1796 à Londres et mort le 16 août 1882 à St Leonards-on-Sea, est un diplomate, scientifique et voyageur britannique. 

## Biographie
Fils de Woodbine Parish, un major des Light Horse Volunteers, il est éduqué à Eton College et obtient son premier poste diplomatique en 1814. Il s'implique alors dans les événements qui suivent immédiatement la défaite de Napoléon à Waterloo et, en 1815, participe à l'expédition qui restitue le royaume de Naples à la maison de Bourbon après la défaite de Joachim Murat. Il retourne ensuite à Paris en tant que secrétaire de l'ambassade de Lord Castlereagh qui rédige le traité de Paris de 1815.
Nommé consul général à Buenos Aires le 10 octobre 1823, il est promu chargé d'affaires le 24 mai 1825 avec un salaire de 1 500 £. Il sert à Buenos Aires jusqu'en 1832. À ce titre, il signe le Traité d'amitié, de commerce et de navigation avec l'Argentine le 2 février 1825, accompagnant également la reconnaissance officielle par la Grande-Bretagne de l'indépendance de l'Argentine.
Avec Joseph Barclay Pentland (en), il étudie et explore une grande partie des Andes boliviennes entre 1826 et 1827.
Commissaire en chef à Naples de 1840 à 1845, Parish combinait son travail diplomatique avec la recherche scientifique, notamment la géologie et la paléontologie. En 1839, il publie Buenos Aires y las provincias del Rio de la Plata: desde su descubrimiento y conquista por los Españoles, un compte rendu de la géologie de la région de Buenos Aires et du Río de la Plata et de ses découvertes de fossiles de mammifères, présentant des os de Megatherium assemblés et exposés au Musée d'histoire naturelle de Londres. Il était membre de la Royal Society, de la Geological Society et de la Royal Geographical Society, dont il était vice-président. Il correspondait avec Charles Darwin.

### Famille
Parish épouse d'abord, en 1819, Amelia, la seule enfant de Leonard Becher Morse, et en a cinq fils et trois filles. Il se marie ensuite en 1844, avec Louisa Ann, fille de John Hubbard, de Stratfield Grove, Essex, et sœur du 1er baron Addington, dont il a deux fils et une fille. Parmi ses enfants se trouve l'antiquaire William Douglas Parish (en) et Blanche Marion Parish, épouse du 1er baron Shuttleworth.